# Bryophacis maklini
Bryophacis maklini är en skalbaggsart som först beskrevs av J. Sahlberg 1871.  Bryophacis maklini ingår i släktet Bryophacis, och familjen kortvingar. Arten är reproducerande i Sverige.